# Nós Nus
Nós Nus é um duo formado pelos artistas Leo Lima e Flávia Ribeiro em 2024. São fundadores do Bloco Fúnebre (2013) de Belo Horizonte, um dos mais tradicionais Blocos de Rua de Minas Gerais e dos projetos "Eleonora" (2009-2023) e "Leo e Flavia" (2023-2024)
Nós nus lançou seu primeiro single em 2025, e está nas semifinais do Festival Nacional da Canção de 2025.
O lançamento do primeiro album está previsto para Novembro de 2025 e conta com os músicos André Varogh e Mosca na formação da banda.

Fontes:
FENAC:
Bloco Fúnebre
1. ↑  https://jornalpanoramaminas.com.br/fenac-seleciona-cinco-cancoes-na-etapa-de-perdoes-e-segue-para-semifinal-em-boa-esperanca/
2. ↑  https://noticias.r7.com/minas-gerais/balanco-geral-mg/videos/bloco-funebre-leva-bom-humor-para-avenida-em-bh-e-celebra-10-anos-de-existencia-18022023/
3. ↑  https://www.gov.br/turismo/pt-br/assuntos/noticias/quer-curtir-um-carnaval-diferente-escolha-o-seu-bloco
4. ↑  https://www.uai.com.br/app/noticia/carnaval/2019/03/01/noticias-carnaval,242365/bloco-funebre-desfila-em-bh-para-sepultar-as-tristezas-e-ressuscitar-a.shtml